# 兄磯城
兄磯城（えしき）とは、記紀等に伝わる古代日本の人物。大和国磯城（現在の奈良県桜井市あたり）の豪族。『古事記』では「兄師木」と表記されている。弟磯城（おとしき）の兄。

## 経歴
『日本書紀』巻第三によると、神日本磐余彦天皇（かむやまといわれひこ の すめらみこと、神武天皇）の東征の際に、磐余彦の軍は高倉山に登った。国見丘には八十梟帥（やそたける）軍が構えており、女坂（めさか）に女軍（めいくさ）、男坂（おさか）に男軍（おいくさ）、墨坂（すみさか）に焃炭（おこしずみ）を置いていた（それぞれ現在の大宇陀町上宮奥付近、半坂付近、宇陀市榛原区西方の坂と言われている）。この時、磐余邑（いわれのむら）には兄磯城（えしき）の軍が満ち溢れており、皆要害（ぬみ）の地であり、道路が絶え塞がって、通れるところがなくなっていた。
磐余彦は先に八十梟帥を倒し、道臣命（みちのおみのみこと）に司令して残党を宴饗（とよのあかり＝酒宴）にかこつけて騙して皆殺しにした。それから皇師（みいくさ）は磯城彦（しきひこ）を攻めようとして、使者を遣わして、兄磯城を呼び出そうとしたが、応じなかった。そこで八咫烏（やたのからす）を遣わし、このように告げた。
兄磯城は以下のように答えた。
こう言って、弓を引いて、追い払った。この物語は、兄猾（えうかし）の話と酷似しており、あるいは『書紀』の撰者が両者の伝承を混同してしまった可能性がある。
もしくは、何らかの理由（物語の創作上のルール）により、「同様の話を2回繰り返さなければならなかった」とも考えられる。「兄は逆らい、弟は従う」。「敵を（押機・挟み撃ちで）挟んで殺す」。1回だけならいざ知らず、2回も起こるのは、あまりにも不自然であり、記紀神話には、全てではないにしても、創作部分（架空の作り話）も多く含まれていると考えられる。
八咫烏は、続けて弟磯城の家に行き、彼を従わせることに成功した。
磐余彦は諸将を集めて兄磯城をどうすべきか、と尋ねた。諸将は兄磯城が悪賢い賊であることを指摘し、「まず弟磯城に説得させ、それでも駄目なら兄倉下（えくらじ）・弟倉下（おとくらじ）兄弟に交渉させ、それでも帰順しなければ、兵をあげてのぞんでも、遅くはないでしょう」と言った。
その後、椎根津彦（しいねつひこ）の計により、菟田川の水を取って墨坂の炭火を消し、女軍を忍坂に派遣して兄磯城軍の精兵をおびき出し、男軍を墨坂から出して挟み撃ちにした。度重なる戦いのため、さすがに磐余彦軍も疲勞困憊していたので、
という歌をつくって歌い、士気を高めた。そして、作戦通りに事がすすみ、兄磯城を斬り殺した、という。
これとほぼ同じ歌が、『古事記』に久米歌として収録されている。
そして、磐余彦は、長髄彦との最終決戦へと向かっていった。